# Neosolieria nasuta
Neosolieria nasuta là một loài ruồi trong họ Tachinidae.